# Fumetti di Solomon Kane
I fumetti dedicati a Solomon Kane sono stati pubblicati tra gli anni '70 e '90 dalla Marvel Comics mentre tra il 2008 e il 2015 dalla Dark Horse Comics.
Nel 2022 la Heroic Signature, detentrice dei diritti sulle opere di Robert E. Howard, ha stretto un accordo con la casa editrice britannica Titan Comics per la pubblicazione di nuovi fumetti con protagonista lo spadaccino puritano che hanno iniziato ad essere pubblicati da febbraio 2024.
In Italia i fumetti di Solomon Kane iniziarono ad essere pubblicati dal 1974 ad opera di Editoriale Corno e poi principalmente da Panini Comics.

## Storia editoriale

### Marvel Comics
Il primo fumetto con protagonista Solomon Kane venne pubblicato nel marzo del 1973 nel primo numero della serie antologica Monsters Unleashed.
Il principale sceneggiatore che si occupò del personaggio è stato Roy Thomas, autore che ottenne la licenza per permettere alla Marvel di realizzare i fumetti su Conan il Barbaro, seguito da Don Glut e Ralph Macchio che nel biennio 1985/1986 sceneggiò una miniserie antologica di sei albi con la collaborazione di sei artisti diversi tra cui Mike Mignola, all'interno della quale sono state adattati diversi racconti di Robert Howard.
La maggior parte delle avventure del puritano sono state pubblicate in bianco e nero all'interno della rivista antologica Savage Sword of Conan tra il 1976 e il 1994. Durante il periodo in cui la casa editrice riottenne i diritti sui personaggi di Robert Howard (2018-2022) Solomon Kane è stato tra i protagonisti della miniserie Serpent War scritta da Jim Zub nel 2020. 

### Dark Horse Comics
Ottenuto in licenza il personaggio dalla Paradox Enterprises, dal 2008 al 2015 la casa editrice Dark Horse Comics pubblica tre miniserie dedicate a Solomon Kane, le prime due scritte da Scott Allie e la terza da Bruce Jones, che adattano cinque racconti del suo ciclo a cui si aggiungono tre fumetti autoconclusivi all'interno di due serie antologiche, MySpace Dark Horse Presents e Robert E. Howard's Savage Sword. Tratto peculiare delle pubblicazioni Dark Horse è la presenza oltre alla numerazione delle singole serie di una complessiva riconducibile ad una continuità narrativa che abbraccia ognuna di esse.
Scott Allie rilesse tutte le storie dedicate al puritano, elaborando un suo ordine cronologico, e trovò avvincente il suo fervore religioso seppure lo considerasse "il più pazzo del gruppo. È il meno ammirevole di questi tre, in termini di chi vorresti aspirare a essere o con chi potresti voler uscire" il cui codice morale lo mette in conflitto con tutti arrivando a plasmare quella che sarà la sua missione; considerò inoltre che data il netto contrasto tra lui e Conan avrebbero potuto seguire strade nuove senza il rischio di ripetersi. Secondo Allie, Solomon non ha trovato il suo scopo nell'esercito, in un periodo di tempo antecedente il frammento Il castello del Diavolo, e volle iniziare la narrazione usando la Foresta Nera come ambientazione poiché lo ritenne il luogo in cui lo spadaccino si è imbattuto per la prima volta nel mondo dei demoni e della magia. La sua idea, come per i fumetti di Conan, fu di andare a colmare i vuoti biografici lasciati da Howard, sperando che il risultato fosse come quello che avrebbe fatto l'autore texano se avesse voluto; dopo la lettura dei racconti originali lo sceneggiatore sviluppò una storia complessiva in cui inquadrarli sfruttando quelli lasciati incompleti per impostarla. Allie volle che il mondo di Kane fosse fedele alla sua epoca storica, ma non eccessivamente, come un mondo fantasy ambientato in un'epoca precisa.
Il disegnatore Mario Guevara dichiarò che l'artista Jeffrey Jones, autore delle illustrazioni per la raccolta Red Shadows del 1968 edito dalla Donald M. Grant, Publisher, Inc., fu tra le sue fonti di ispirazione per la resa del personaggio. Secondo Allie, Guevara comprese il personaggio e seppe creare la giusta atmosfera necessaria.

### Titan Comics
Nel giugno 2022 la Heroic Signature, nuova casa editrice della società detentrice dei diritti delle proprietà intellettuali di Howard, strinse un accordo con la casa editrice britannica Titan Comics per la realizzazione di nuove pubblicazioni tratte dai personaggi dell'autore texano. Nel febbraio 2024 venne pubblicato il primo albo della rinnovata rivista The Savage Sword of Conan contenente la prima parte del primo fumetto di Solomon Kane edito dalla Titan Comics che proseguì nei due numeri successivi mentre il quarto albo presenta un fumetto autoconclusivo legato alla miniserie La Battaglia della Pietra Nera nella quale il puritano è protagonista insieme ad altri personaggi ideati da Robert Howard. Annunciata a fine novembre 2024 e con la copertina del primo numero, realizzata da Mike Mignola, stampata sul retro del numero di dicembre del catalogo Previews di Diamond Comic Distributors, a marzo 2025 ha inizio la pubblicazione della prima miniserie eponima intitolata Solomon Kane: The Serpent Ring.
Principale autore di questo periodo editoriale è stato Patrick Zircher che si è occupato sia delle sceneggiature che dei disegni. In una intervista Zircher disse che rispetto a Conan «Solomon Kane presenta un fascino diverso: un cavaliere malinconico, un eroe solitario saldo nelle sue convinzioni. Questo mi risuona altrettanto fortemente, riportando alla mente personaggi come Elric di Melnibone di Michael Moorcock e Athos da "I tre moschettieri"» a cui aggiunse che il suo sentimento religioso e l'ambientazione storica in cui si muove sono aspetti unici che lo distinguono nel panorama dello Sword and Sorcery; definì intrigante il confronto tra le sue convinzioni e il soprannaturale in cui si imbatte mentre il suo mondo, confrontandolo con quelli fantasy, risulta altrettanto ricco e dettagliato per via dei numerosi libri di storia a disposizione: «Kane si avventura persino con Sir Francis Drake e altre figure storiche. Tuttavia, a differenza degli esploratori dell'Età delle Scoperte che cercavano nuove terre, Kane incontra templi perduti, razze nascoste e antiche rovine. Nel suo mondo, il soprannaturale (arpie, stregoni e vampiri) è una realtà».
Nella prima storia realizzata da Zircher, l'autore diede a Solomon Kane una sua frase fatta inedita, "Per i santi visibili", rifacendosi al credo puritano.

## Pubblicazioni

### Marvel Comics
Solomon Kane ha fatto anche cameo nelle seguenti storie:
- Frankensurfer, Doctor Strange - Sorcerer Supreme 37 (Novembre 1991)
- Death of a Legend, Epic Illustrated 34 (Dicembre 1985)

| Data                         | Edizione inglese            | TItolo                                             | Titolo italiano                                                  | Sceneggiatura                               | Disegni                                                    | Colori                                  | Copertina        | Prima edizione italiana                          | Data italiana              |
| ---------------------------- | --------------------------- | -------------------------------------------------- | ---------------------------------------------------------------- | ------------------------------------------- | ---------------------------------------------------------- | --------------------------------------- | ---------------- | ------------------------------------------------ | -------------------------- |
| Marzo 1973                   | Monsters Unleashed 1        | Skulls In the Stars                                | Teschi fra le Stelle                                             | Roy Thomas                                  | Ralph Reese                                                | Bianco e nero                           | Gray Morrow      | Corriere della Paura 2 (Editoriale Corno)        | Luglio 1974                |
| Giugno 1973                  | Dracula lives 3             | Castle of the Undead                               | Il maniero dove vive Dracula                                     | Roy Thomas                                  | Alan Weiss                                                 | Bianco e nero                           | Neal Adams       | Corriere della Paura 9 (Editoriale Corno)        | Febbraio 1975              |
| Maggio 1975                  | Kull and the Barbarians 2   | The Hills of the Dead                              | Le colline dei morti                                             | Roy Thomas                                  | Alan Weiss                                                 | Bianco e nero                           | Mike Whelan      | La Saga di Solomon Kane 1 (Panini Comics)        | Ottobre 2017               |
| Luglio 1975                  | Kull and the Barbarians 3   | Into the Silent City                               | Nella città silenziosa                                           | Roy Thomas                                  | Alan Weiss                                                 | Bianco e nero                           | Mike Whelan      | La Saga di Solomon Kane 1 (Panini Comics)        | Ottobre 2017               |
| Giugno 1976                  | Savage Sword of Conan 13    | The Right Hand of Doom                             | La mano destra del demonio                                       | Doug Moench                                 | Steve Gan                                                  | Bianco e nero                           | Richard Hescox   | La Saga di Solomon Kane 1 (Panini Comics)        | Ottobre 2017               |
| Luglio 1976                  | Savage Sword of Conan 14    | The Silver Beast Beyond Torkertown                 | La bestia d'argento fuori Torkertown                             | Doug Moench                                 | Mike Zeck                                                  | Bianco e nero                           | Earl Norem       | La Saga di Solomon Kane 1 (Panini Comics)        | Ottobre 2017               |
| Septembre 1976               | Marvel Premiere 33          | The Mark Of Kane!                                  | Il marchio di Kane                                               | Roy Thomas                                  | Howard Chaykin                                             | Dan Jackson                             | Howard Chaykin   | Thor 221 e 222 (Editoriale Corno)                | Ottobre 1979               |
| Novembre 1976                | Marvel Premiere 34          | Fangs Of The Gorilla God!                          | Il dio gorilla                                                   | Roy Thomas                                  | Howard Chaykin                                             | Don Warfield                            | Howard Chaykin   | Thor 222 e 223 (Editoriale Corno)                | Ottobre 1979               |
| Febbraio 1977                | Savage Sword of Conan 18    | Rattle of Bones                                    | Lo scricchiolio delle ossa                                       | Roy Thomas                                  | Howard Chaykin                                             | Bianco e nero                           | Dan Adkins       | La Saga di Solomon Kane 1 (Panini Comics)        | Ottobre 2017               |
| Aprile 1977                  | Savage Sword of Conan 19    | The Castle of the Devil                            | Il castello del diavolo                                          | Don Glut                                    | Alan Kupperberg                                            | Bianco e nero                           | Kenneth Morris   | La Saga di Solomon Kane 1 (Panini Comics)        | Ottobre 2017               |
| Maggio 1977                  | Savage Sword of Conan 20    | Solomon Kane's Homecoming                          | Il ritorno a casa di Solomon Kane                                | Roy Thomas                                  | Virgilio Redondo                                           | Bianco e nero                           | Earl Norem       | La Saga di Solomon Kane 1 (Panini Comics)        | Ottobre 2017               |
| Luglio 1977                  | Savage Sword of Conan 22    | The Dragon at Castle Frankenstein                  | Il drago al castello di Frankenstein                             | Don Glut                                    | Sonny Trinidad                                             | Bianco e nero                           | Val Mayerik      | La Saga di Solomon Kane 1 (Panini Comics)        | Ottobre 2017               |
| Ottobre 1977                 | Savage Sword of Conan 25    | The Cold Hands of Death                            | Le fredde mani della morte                                       | Don Glut                                    | Steve Gan                                                  | Bianco e nero                           | Brian Moore      | La Saga di Solomon Kane 1 (Panini Comics)        | Ottobre 2017               |
| Ottobre 1977                 | Savage Sword of Conan 26    | Retribution in Blood                               | Vendetta di sangue                                               | Don Glut                                    | David Wenzel                                               | Bianco e nero                           | Jim Starlin      | La Saga di Solomon Kane 1 (Panini Comics)        | Ottobre 2017               |
| Luglio 1978                  | Savage Sword of Conan 33    | Blades of the Brotherhood                          | Le lame della fratellanza                                        | Don Glut                                    | David Wenzel                                               | Bianco e nero                           | Earl Norem       | La Saga di Solomon Kane 1 (Panini Comics)        | Ottobre 2017               |
| Agosto 1978                  | Savage Sword of Conan 34    | Moon of the Skulls                                 | La luna dei teschi                                               | Don Glut                                    | David Wenzel                                               | Bianco e nero                           | Ernie Chan       | La Saga di Solomon Kane 1 (Panini Comics)        | Ottobre 2017               |
| Decembre 1978                | Savage Sword of Conan 37    | Moon of the Skulls                                 | La luna dei teschi                                               | Don Glut                                    | David Wenzel                                               | Bianco e nero                           | Earl Norem       | La Saga di Solomon Kane 1 (Panini Comics)        | Ottobre 2017               |
| Gennaio 1979                 | Savage Sword of Conan 39    | Moon of the Skulls                                 | La luna dei teschi                                               | Don Glut                                    | David Wenzel                                               | Bianco e nero                           | Earl Norem       | La Saga di Solomon Kane 1 (Panini Comics)        | Ottobre 2017               |
| Aprile 1979                  | Savage Sword of Conan 41    | The Return of Sir Richard Grenville                | Il ritorno di Sir Richard Grenville                              | Roy Thomas                                  | David Wenzel                                               | Bianco e nero                           | Earl Norem       | La Saga di Solomon Kane 2 (Panini Comics)        | Giugno 2018                |
| Augosto 1979                 | Marvel Preview 19           | The Footfalls Within                               | I passi nel mausoleo                                             | Don Glut                                    | Will Meugniot                                              | Bianco e nero                           | Bob Larkin       | La Saga di Solomon Kane 2 (Panini Comics)        | Giugno 2018                |
| Aprile 1980                  | Savage Sword of Conan 53    | Wings in the Night                                 | Ali nella notte                                                  | Don Glut                                    | David Wenzel                                               | Bianco e nero                           | Earl Norem       | La Saga di Solomon Kane 2 (Panini Comics)        | Giugno 2018                |
| Maggio 1980                  | Savage Sword of Conan 54    | Wings in the Night                                 | Ali nella notte                                                  | Don Glut                                    | David Wenzel                                               | Bianco e nero                           | Earl Norem       | La Saga di Solomon Kane 2 (Panini Comics)        | Giugno 2018                |
| Gennaio 1981                 | Savage Sword of Conan 62    | The One Black Stain                                | L'unica macchia nera                                             | R. E.Howard (autore della poesia originale) | David Wenzel                                               | Bianco e nero                           | David Mattingly  | La Saga di Solomon Kane 2 (Panini Comics)        | Giugno 2018                |
| Ottobre 1982                 | Savage Sword of Conan 83    | Red Seas                                           | Mari rossi                                                       | Mary Jo Duffy                               | Danny Bulanadi                                             | Bianco e nero                           | Jeff Easley      | La Saga di Solomon Kane 2 (Panini Comics)        | Giugno 2018                |
| Giugno 1985                  | The Sword of Solomon Kane 1 | Red Shadows                                        | Ombre rosse                                                      | Ralph Macchio                               | Bret Blevins e Steve Carr                                  | Glynis Oliver                           | Bret Blevins     | Alien 5 (Labor Comics)                           | Aprile 1986                |
| Agosto 1985                  | The Sword of Solomon Kane 2 | And Faith, Undying...                              | E fede immortale...                                              | Ralph Macchio                               | Bret Blevins                                               | Christie Scheele                        | Kevin Nowlan     | Conan il Barbaro 64 (Panini Comics)              | Giugno 1994                |
| Ottobre 1985                 | The Sword of Solomon Kane 3 | Blades Of The Brotherhood                          | Le lame della fratellanza                                        | Ralph Macchio                               | Bret Blevins                                               | Ken Feduniewicz                         | Bill Sienkiewicz | Conan il Barbaro 65 (Panini Comics)              | Lug 1994                   |
| Dicembre 1986                | The Sword of Solomon Kane 4 | The Prophet!                                       | Il Profeta!                                                      | Ralph Macchio                               | Mike Mignola                                               | Bob Sharen                              | Mike Mignola     | Conan il Barbaro 66 (Panini Comics)              | Agosto 1994                |
| Febbraio 1986                | The Sword of Solomon Kane 5 | Hills Of The Dead                                  | Le colline dei morti                                             | Ralph Macchio                               | Jon Bogdanove                                              | Ken Feduniewicz                         | Frank Cirocco    | Conan il Barbaro 67 (Panini Comics)              | Settembre 1994             |
| Aprile 1986                  | The Sword of Solomon Kane 6 | Wings In The Night                                 | Ali nella notte!                                                 | Ralph Macchio                               | John Ridgway                                               | Dan Jackson                             | Dan Green        | Conan il Barbaro 68 (Panini Comics)              | Gennaio 1995               |
| Aprile 1986                  | The Sword of Solomon Kane 6 | Solomon Kane's Homecoming                          | Solomon Kane torna a casa                                        | R. E.Howard (autore della poesia originale) | Sandy Plunkett                                             | n/a                                     | Dan Green        | Conan il Barbaro 68 (Panini Comics)              | Gennaio 1995               |
| Aprile 1989                  | Savage Sword of Conan 162   | Solomon Kane's Homecoming                          | Solomon Kane ritorna a casa                                      | Steve Carr                                  | Steve Carr                                                 | Bianco e nero                           | Dorian Vallejo   | La Spada Selvaggia di Conan 97 (Panini Comics)   | Gennaio 1995               |
| Gennaio 1990                 | Savage Sword of Conan 171   | Shattered Innocence                                | Innocenza spezzata                                               | John Arcudi                                 | Steve Carr                                                 | Bianco e nero                           | Earl Norem       | La Saga di Solomon Kane 2 (Panini Comics)        | Giugno 2018                |
| Marzo 1991                   | Conan Saga 50               | Satan's Sanctuary                                  | Il santuario di Satana                                           | Alan Rowlands                               | Steve Carr                                                 | Bianco e nero                           | Nestor Redondo   | La Saga di Solomon Kane 2 (Panini Comics)        | Giugno 2018                |
| Gennaio 1994                 | Savage Sword of Conan 219   | Death's Dark Riders: Part One                      | I neri cavalieri della morte, parte 1                            | Roy Thomas                                  | Colin McNeil                                               | Bianco e nero                           | Colin McNeil     | La Spada Selvaggia di Conan 98 (Panini Comics)   | Febbraio 1995              |
| Febbraio 1994                | Savage Sword of Conan 220   | Death's Dark Riders: Part Two - Death's Dark Tower | I neri cavalieri della morte, parte 2: La torre nera della morte | Roy Thomas                                  | Colin McNeil                                               | Bianco e nero                           | Colin McNeil     | La Spada Selvaggia di Conan 98 (Panini Comics)   | Febbraio 1995              |
| Dicembre 2019 - Gennaio 2020 | Conan: Serpent War          | Conan: Serpent War                                 | Serpent War                                                      | Jim Zub                                     | Vanesa R. Del Rey, Scott Eaton, Ig Guara e Stephen Segovia | Jean-Francois Beaulieu e Frank D'Armata | Carlos Pacheco   | La Spada Selvaggia di Conan 8-10 (Panini Comics) | Giugno 2020 - Ottobre 2020 |

### Blackthorne Publishing
| Data         | TItolo           | TItolo      | Titolo italiano | Sceneggiatura                     | Disegni                           | Copertina                      | Prima edizione italiana | Data italiana |
| ------------ | ---------------- | ----------- | --------------- | --------------------------------- | --------------------------------- | ------------------------------ | ----------------------- | ------------- |
| Inverno 1988 | Solomon Kane 3-D | Perceptions | n/a             | Bobbi JG Weiss e David Cody Weiss | Aaron Lopresti e Edgar Martiarena | Adrian Moro e David Cody Weiss | Inedito                 | n/a           |

### Dark Horse
| Data                          | Edizione inglese                   | TItolo                             | Titolo italiano              | Sceneggiatura     | Disegni           | Colori        | Copertina                       | Prima edizione italiana                 | Data italiana |
| ----------------------------- | ---------------------------------- | ---------------------------------- | ---------------------------- | ----------------- | ----------------- | ------------- | ------------------------------- | --------------------------------------- | ------------- |
| Settembre 2008                | Solomon Kane                       | The Castle of the Devil            | Il castello del diavolo      | Scott Allie       | Mario Guevara Sr. | Dave Stewart  | John Cassaday                   | 100% Cult Comics 72 (Panini Comics)     | Ottobre 2009  |
| Ottobre 2008                  | Solomon Kane                       | The Castle of the Devil            | Il castello del diavolo      | Scott Allie       | Mario Guevara Sr. | Dave Stewart  | John Cassaday                   | 100% Cult Comics 72 (Panini Comics)     | Ottobre 2009  |
| Dicembre 2008                 | Solomon Kane                       | The Castle of the Devil            | Il castello del diavolo      | Scott Allie       | Mario Guevara Sr. | Dave Stewart  | John Cassaday                   | 100% Cult Comics 72 (Panini Comics)     | Ottobre 2009  |
| Gennaio 2009                  | Solomon Kane                       | The Castle of the Devil            | Il castello del diavolo      | Scott Allie       | Mario Guevara Sr. | Dave Stewart  | John Cassaday                   | 100% Cult Comics 72 (Panini Comics)     | Ottobre 2009  |
| Febbraio 2009                 | Solomon Kane                       | The Castle of the Devil            | Il castello del diavolo      | Scott Allie       | Mario Guevara Sr. | Dave Stewart  | John Cassaday                   | 100% Cult Comics 72 (Panini Comics)     | Ottobre 2009  |
| Gennaio 2009                  | Solomon Kane                       | The Castle of the Devil            | Il castello del diavolo      | Scott Allie       | Mario Guevara Sr. | Dave Stewart  | John Cassaday                   | 100% Cult Comics 72 (Panini Comics)     | Ottobre 2009  |
| MySpace Dark Horse Presents 2 | The Nightcomers                    | n/a                                | Scott Allie                  | Mario Guevara Sr. | Dave Stewart      | Eric Canete   | Inedito                         | n/a                                     |               |
| Gennaio 2010                  | Solomon Kane: Death's Black Riders | Solomon Kane: Death's Black Riders | I cavalieri neri della morte | Scott Allie       | Mario Guevara Sr. | Juan Ferreyra | Darick Robertson                | Cosmo Serie verde 43 (Editoriale Cosmo) | Marzo 2017    |
| Febbraio 2010                 | Solomon Kane: Death's Black Riders | Solomon Kane: Death's Black Riders | I cavalieri neri della morte | Scott Allie       | Mario Guevara Sr. | Juan Ferreyra | Darick Robertson                | Cosmo Serie verde 43 (Editoriale Cosmo) | Marzo 2017    |
| Marzo 2010                    | Solomon Kane: Death's Black Riders | Solomon Kane: Death's Black Riders | I cavalieri neri della morte | Scott Allie       | Mario Guevara Sr. | Juan Ferreyra | Darick Robertson                | Cosmo Serie verde 43 (Editoriale Cosmo) | Marzo 2017    |
| Giugno 2010                   | Solomon Kane: Death's Black Riders | Solomon Kane: Death's Black Riders | I cavalieri neri della morte | Scott Allie       | Mario Guevara Sr. | Juan Ferreyra | Darick Robertson                | Cosmo Serie verde 43 (Editoriale Cosmo) | Marzo 2017    |
| Luglio 2010                   | MySpace Dark Horse Presents 5      | All the Damned Souls at Sea        | Le anime dannate del mare    | Scott Allie       | Guy Davis         | Dave Stewart  | Guy Davis                       | Cosmo Serie verde 43 (Editoriale Cosmo) | Marzo 2017    |
| Aprile 2011                   | Solomon Kane: Red Shadows          | Solomon Kane: Red Shadows          | n/a                          | Bruce Jones       | Rahsan Ekedal     | Dan Jackson   | Guy Davis (colori Dave Stewart) | Inedito                                 | n/a           |
| Maggio 2011                   | Solomon Kane: Red Shadows          | Solomon Kane: Red Shadows          | n/a                          | Bruce Jones       | Rahsan Ekedal     | Dan Jackson   | Guy Davis (colori Dave Stewart) | Inedito                                 | n/a           |
| Giugno 2011                   | Solomon Kane: Red Shadows          | Solomon Kane: Red Shadows          | n/a                          | Bruce Jones       | Rahsan Ekedal     | Dan Jackson   | Guy Davis (colori Dave Stewart) | Inedito                                 | n/a           |
| Luglio 2011                   | Solomon Kane: Red Shadows          | Solomon Kane: Red Shadows          | n/a                          | Bruce Jones       | Rahsan Ekedal     | Dan Jackson   | Guy Davis (colori Dave Stewart) | Inedito                                 | n/a           |
| Giugno 2014                   | Robert E. Howard's Savage Sword 8  | Maid of Winter's Night             | n/a                          | Dan Jolley        | John Nadeau       | John Nadeau   | Philip Tan                      | Inedito                                 | n/a           |
| Aprile 2015                   | Robert E. Howard's Savage Sword 10 | The Sea Dog's Tale                 | n/a                          | Ron Marz          | Richard Clark     | Richard Clark | Benjamin Carre                  | Inedito                                 | n/a           |

### Titan Comics
| Data           | Edizione inglese                   | TItolo                     | Titolo italiano                 | Sceneggiatura   | Disegni         | Colori                          | Copertina           | Prima edizione italiana                       | Data italiana |
| -------------- | ---------------------------------- | -------------------------- | ------------------------------- | --------------- | --------------- | ------------------------------- | ------------------- | --------------------------------------------- | ------------- |
| Febbraio 2024  | The Savage Sword of Conan 1        | Master of the Hunt         | Maestro di Caccia               | Patrick Zircher | Patrick Zircher | Bianco e nero                   | Joe Jusko           | La Spada Selvaggia di Conan 1 (Panini Comics) | Agosto 2024   |
| Aprile 2024    | The Savage Sword of Conan 2        | Master of the Hunt         | Maestro di Caccia               | Patrick Zircher | Patrick Zircher | Bianco e nero                   | Dave Dorman         | La Spada Selvaggia di Conan 2 (Panini Comics) | Novembre 2024 |
| Giugno 2024    | The Savage Sword of Conan 3        | Master of the Hunt         | Maestro di Caccia               | Patrick Zircher | Patrick Zircher | Bianco e nero                   | Alex Horley         | La Spada Selvaggia di Conan 3 (Panini Comics) | Marzo 2025    |
| Agosto 2024    | The Savage Sword of Conan 4        | Blood from a Stone         | Sangue da una pietra            | Patrick Zircher | Patrick Zircher | Bianco e nero                   | David Palumbo       | La Spada Selvaggia di Conan 4 (Panini Comics) | Aprile 2025   |
| Maggio 2024    | Conan: Battle of the Black Stone 0 | Prelude: The staring sigil | Preludio: Il sigillo che guarda | Jim Zub         | Jonas Scharf    | João Canola                     | Roberto De La Torre | Conan il Barbaro 9 (Panini Comics)            | Aprile 2025   |
| Settembre 2024 | Conan: Battle of the Black Stone   | Eyes upon us               | Occhi su di noi                 | Jim Zub         | Jonas Scharf    | João Canola                     | Gerardo Zaffino     | Conan il Barbaro 9 (Panini Comics)            | Aprile 2025   |
| Ottobre 2024   | Conan: Battle of the Black Stone   | Bond of the Black          | Il vincolo del Nero             | Jim Zub         | Jonas Scharf    | João Canola                     | Roberto De La Torre | Conan il Barbaro 9 (Panini Comics)            | Aprile 2025   |
| Novembre 2024  | Conan: Battle of the Black Stone   | Quest into Darkness        | n/a                             | Jim Zub         | Jonas Scharf    | João Canola                     | Liam Sharp          | Conan il Barbaro 10 (Panini Comics)           | Giugno 2025   |
| Dicembre 2024  | Conan: Battle of the Black Stone   | The future yet unwritten   | n/a                             | Jim Zub         | Jonas Scharf    | João Canola                     | Thomas Nachlik      | Conan il Barbaro 10 (Panini Comics)           | Giugno 2025   |
| Marzo 2025     | Solomon Kane: The Serpent Ring     | Dead Man's Promise         | n/a                             | Patrick Zircher | Patrick Zircher | Patrick Zircher                 | J.H. Williams III   | Inedito                                       | n/a           |
| Aprile 2025    | Solomon Kane: The Serpent Ring     | Deliver Us Into Evil       | n/a                             | Patrick Zircher | Patrick Zircher | Patrick Zircher                 | Ivan Gil            | Inedito                                       | n/a           |
| Giugno 2025    | Solomon Kane: The Serpent Ring     | Till Death do us part      | n/a                             | Patrick Zircher | Patrick Zircher | Patrick Zircher e Pete Pantazis | Alex Horley         | Inedito                                       | n/a           |
| Luglio 2025    | Solomon Kane: The Serpent Ring     | Hell on Earth              | n/a                             | Patrick Zircher | Patrick Zircher | Patrick Zircher e Pete Pantazis | Jessica Fong        | Inedito                                       | n/a           |